# Pokémon Snap
A Pokémon Snap egy 1999-ben megjelent első személyű fényképezős játék, sínpályás lövöldözős stílusú játékmechanikával, amelyet a HAL Laboratory fejlesztett ki és a Nintendo adott ki a Nintendo 64 konzolra. Először Japánban jelent meg 1999 márciusában, majd Észak-Amerikában 1999 júliusában és a PAL régiókban 2000 szeptemberében. Ez egy Pokémon sorozatban készült spin-off játék, az egyik első konzolos játék a sorozatban, amely sok Pokémon karaktert mutat be először valós időben 3D-ben megjelenítve. A játékot újrakiadták a Wii Virtuális Konzoljára 2007 decemberében, a Wii U Virtuális Konzoljára 2016-ban, és a Nintendo Switch Online + Bővítőcsomagjához 2022 júniusában.
Az eredetileg a Nintendo 64DD nevű Pokémon Snap fejlesztését a 64DD késése miatt áthelyezték a Nintendo 64 platformra. A játékmenet hasonló más első személyű játékokhoz, ahol a főszereplő, Todd Snap szemszögéből nézve, automatikusan halad a sínpályán. A játék célja Pokémonok fényképezése egy belső kamerával, miközben olyan tárgyakat használ, mint az alma és a "pester labdák" a jobb felvételek érdekében. A játékosokat minden forduló után a készült fotók minősége alapján értékelik. A Nintendo 64 kazettát akár az észak-amerikai és japán Blockbuster vagy Lawson üzletekbe is bevihetik, ahol a játék képeit matricákra nyomtatják. A Virtuális Konzol verzió lehetőséget biztosít arra, hogy a játékban készült képeket megossza a Wii üzenőfalán és elküldje barátainak.
Megjelenését a Nintendo jelentős mértékben támogatta, beleértve több mint 86 000 hotelben történő bemutatását és egy versenyző küldését Ausztráliába. 1999 végére a Pokémon Snap 1,5 millió példányban kelt el, és megjelenése után 1999-ben erős bérelhető címmé vált. A kritikusok túlnyomó részt pozitívan fogadták, az IGN és a Boys' Life "függőséget okozónak" nevezte, az Electric Playground pedig "innovatívnak" minősítette. Más fényképezős videojátékokhoz is hasonlították, mint például az Afrika, a Dead Rising és a Beyond Good & Evil. A fényképezéssel felszerelt videojátékok figyelemre méltó példájaként is szolgált.
A New Pokémon Snap című folytatást 2020-ban jelentették be, és azt 2021. április 30-án adták ki a Nintendo Switch konzolra.

## Szinopszis és játékmenet
Todd Snap (トオル; Hepburn: Tooru), egy Pokémon fotós, Professor Oak által hívják Pokémon Islandre, egy helyre, ahol a Pokémonok különféle éghajlati és földrajzi területeken élnek, viszonylag zavartalanul az emberek által. Oak minőségi fényképeket szeretne, hogy kísérjék tudományos eredményeit, és tudja a korábbi tapasztalatok alapján, hogy Todd a megfelelő személy a feladatra. A Zero-One nevű motoros, vízi járművel Todd felfedezi a szigetet és fényképeket készít a különféle Pokémonokról, amelyek lakják környezeteiket.
A játékos a Professor Oak kutatási központjából a menürendszer segítségével választhat a játék szintjei és funkciói között. A Zero-One egy lineáris pályát követ az egész szinten, hasonlóan egy sínlövészethez. Minden látogatás alkalmával legfeljebb 60 kép készíthető. A tanfolyam elvégzése után a játékos kiválasztja minden Pokémonról a legjobb fotókat, melyeket aztán Oak professzor értékel, és hozzáad a Pokémon-jelentéshez. A pontozás figyelembe veszi a képek különböző szempontjait, például a Pokémon méretét, pózát és a Pokémon keretben tartását. Extra pontok járnak a „speciális” pózokért vagy a különleges pillanatok megörökítéséért, például egy szörfölő Pikachuért, és ha ugyanazon Pokémonok többször is szerepelnek a képen. A játék előrehaladásához szükséges jó pontozás és a különböző Pokémonok sokféle fényképezése a Pokémon-jelentésben. A játékosok az "Album Mark" segítségével is megjelölhetik kedvenc képeiket; ezeket hozzáadják egy személyes játékon belüli albumhoz, melyet később megtekinthetnek vagy megoszthatnak barátaikkal.
A játékosok egyetlen fényképezőgéppel indulnak el, de ahogy haladnak előre, Professor Oak számos speciális kiegészítővel látja el őket, amelyek segítségével jobb fényképeket készíthetnek. A játék hét szintet tartalmaz: strand, alagút, vulkán, folyó, barlang, völgy és a "Szivárványfelhő" speciális pálya. A kiegészítők lépcsőzetes beszerzése azonban biztosítja, hogy a játékosnak újra felfedeznie kell a pályákat, hogy új anyagokat fedezzen fel. Az új kiegészítők megszerzése után a szinteket újra kell játszani annak érdekében, hogy felfedezzék a rejtett Pokémonokat, alternatív útvonalakat vagy fényképezési lehetőségeket, amelyek a legjobb pontszámot biztosítják. Az első kiegészítő, az alma alakú Pokémon étel, képes elcsábítani vagy vonzani a Pokémonokat. Egy másik, a "Pester Balls", képes kizökkenteni a Pokémonokat vagy kiöblíteni őket rejtekhelyükről. A Poké-Flute tárgyat különböző módokon lehet használni, például Pokémonok felébresztésére, irritálására vagy kikeltetésére. A Pokémonokra táncolni is képes, és három különböző dalt játszhat le, ami különböző táncokhoz vezet bizonyos Pokémonokkal. Emellett a játékosok szerezhetnek egy Dash Engine-t a Zero One-hoz, amely lehetővé teszi a járművet, hogy gyorsabban gyorsuljon és mozogjon a szokásosnál.
A játékban 63 Pokémon található az eredeti 151 Pokémon generációból.

## Fejlesztés

### Jack és a babszár
A Pokémon Snap-et a HAL Laboratory fejlesztette a Pax Softnica közreműködésével. Kezdetben nem Pokémon játékként indult, hanem Jack and the Beanstalk címen. Az azonos nevű angol mese ihlette játékot eredetileg a 64DD-hez, a Nintendo 64 perifériájához tervezték. A fejlesztést a HAL irodájában, a tokiói Sudachōban található Nintendo Kanda épületének második emeletén végezték a "Jack and Beans" elnevezésű fejlesztőcsapat. A "Jack and Beans" név megjelenik a Pokémon Snap bevezető videójában és a kreditekben. A Jack and the Beanstalk először 1995 februárjában jelent meg, egy évvel az N64 japán kiadása előtt, de a játékról nem hallottak többet. Nem hoztak nyilvánosságra képernyőképeket vagy videókat róla, és kevés információ áll rendelkezésre arról, hogy hogyan nézett ki vagy milyen volt a játékmenete. A feltételezések szerint azonban néhány játékelem bekerült az EarthBound 64-be, amely 1994-ben kezdődött, de 2000-ben törölték. Benimaru Itoh, az EarthBound 64 egyik művészeti tervezője egy interjúban elmondta, hogy a játéknak magokat kell tartalmaznia. Elültetéskor ezek a magok valós időben növekednek, kihasználva a 64DD belső óráját.

### Konverzió Pokémonná
1996. február 27-én a Nintendo leányvállalata, a Game Freak kiadta a Pocket Monsters Red and Greent (nyugaton Pokémon Red and Blue címen adták ki). A játékduó népszerű lett, és ugyanebben az évben követte őket a manga és egy kereskedelmi kártyajáték is. 1997. április 1-jén debütált egy anime TV-sorozat, amely a franchise-t nemzeti jelenséggé változtatta, és később sikeresen exportálták a világ többi részére. Miután a Jack and the Beanstalk fejlesztésében elért előrehaladást nem ítélték kielégítőnek, felmerült az ötlet, hogy egy Pokémon spin-offot hozzanak létre belőle. Satoru Iwata, a játék egyik producere egy 2010-es interjúban kifejtette: "Eredetileg a Nintendo 64 rendszerhez készült Pokémon Snap nem egy Pokémon játék volt, hanem egy normál játék, amelyben fotóztál, de a játék motivációja nem volt egyértelmű. Kíváncsiak voltunk, hogy a játékosok mit fognak szívesen fényképezni, és később kissé erőltetetten áttértünk a Pokémonok fotózására." Masanobu Yamamoto, az egyik karaktertervező, eleinte negatívan reagált a váltásra, mivel ez azt jelentette, hogy rengeteg munkát, amit a projektbe fektetett, le kellett vetni. Végül rájött, hogy a változás jobb volt: "A Pokémon világ elfogadása egyértelművé tette, hogy mit kell tennünk, és milyen irányt kell tartanunk, és megkedveltem a Pokémonokat, így úgy éreztem, ez mentett meg minket."
1999-ben a Mother / EarthBound alkotója, Shigesato Itoi, egy ötrészes cikksorozatot publikált "Jackről és a babföldről" címmel az 1101.com oldalon. A sorozat interjúkat tartalmaz különböző olyan személyekkel, akik részt vettek a játékban, beleértve Satoru Iwatát és Shigeru Miyamotót.

### A 64DD támogatása megszűnt
Miután a projektet Pokémon játékká alakították, a játék fejlesztése kezdetben a 64DD támogatásával folytatódott, amely a Nintendo 64 tartozéka volt, és nagyobb tárolókapacitású mágneses lemezkazettákat használt, valamint internetes modemet és belső órát is tartalmazott. Az eszközt először 1996-os Shoshinkai rendezvényen mutatták be nyilvánosan, de sok késés után végül 1999. december 1-jén egy korlátozott, csak Japánra szánt kiadást kapott, néhány játékkal. Szinte az összes játék, amelynek 64DD-s verziója lett volna, beleértve a The Legend of Zelda: Ocarina of Timet-ot és a Donkey Kong 64-et is, csak N64-es kiadást kapott. 1999 januárjában a Dengeki Nintendo 64 magazin bejelentette, hogy a Pokémon Snap már nem jelenik meg a 64DD-n, csak N64 kazettaként adja ki. Két hónappal később a játék megjelent Japánban.

## Kiadás és promóció
A Pokémon Snap 1999. március 21-én jelent meg Japánban, 1999. július 26-án Észak-Amerikában, és 2000. szeptember 15-én a PAL régiókban.
A Nintendo és a japán Lawson kisbolt egy megállapodást kötött, amely lehetővé tette az emberek számára, hogy a Pokémon Snap példányait bevihessék a japán Lawson üzletekbe, ahol matricákként nyomtathatták ki a játékból készült képeket. Hasonló megállapodást kötöttek a Blockbusterrel is, amely kizárólag a játékosok Pokémon Snap példányaiból nyomtatott matricákat kínált az Egyesült Államokban. Ők rendeztek egy "Take Your Best Shot" nevű versenyt, ahol a Pokémon Snap-től a Nintendo-ig a legjobb képet készítő játékos nyert egy utazást Ausztráliába. A Nintendo együttműködött a LodgeNettel is, és több mint 86 000 szállodához mellékelt Nintendo 64 konzolokat Pokémon Snappel, azzal a céllal, hogy kihasználja a Pokémon franchise-t az ünnepi utazási szezonban. A Pokémon Snap-et bemutatták a "Pokémon League Summer Training Tour" nevű Pokémon eseményen. A játék főhőse, Todd Snap, röviddel a Pokémon anime sorozatban is feltűnt, röviddel a játék megjelenése előtt.

### Újra kiadások
2007 decemberében a Pokémon Snap ismét megjelent a Wii Virtual Console szolgáltatására. Míg az eredeti kiadás lehetővé tette, hogy a patront az Egyesült Államokban lévő Blockbuster vagy Lawson üzletekbe vigyék, ahol matricaként nyomtathatták ki a képeket, az új kiadás lehetőséget biztosított a képek mentésére és megosztására a Wii üzenőfalán keresztül barátaival.
2016. április 4-én a Pokémon Snap ismét megjelent Japánban a Wii U Virtual Console szolgáltatására. Ez a verzió Európában és Ausztráliában 2016. augusztus 18-án, Észak-Amerikában pedig 2017. január 5-én került kiadásra.
2022. június 24-én a Pokémon Snap ismét megjelent a Nintendo Switch Online bővítőcsomagjában.

## Fogadtatás

### Értékesítés
A Pokémon Snap a megjelenése hetében, március 18-tól március 24-ig, a negyedik helyen szerepelt a legtöbb eladott játék listáján Japánban. Az 1999. május 21-én zárult héten Japánban az ötödik helyen zárt. Az Egyesült Államokban a Pokémon Snap több mint 151 000 példányban kelt el az első három nap alatt. Megjelenése óta ez volt a legtöbbet kölcsönzött játék 1999. október 22-ig. November hónapban szerepelt az Egyesült Államok legkelendőbb videojátékainak top 10-es listáján. A november 27-ével végződő héten a 10. legkelendőbb videojáték volt, míg ugyanazon a héten továbbra is a legtöbbet bérelt videojáték maradt. 1999 végére a Pokémon Snap a hatodik legkelendőbb videojáték volt az Egyesült Államokban, több mint 1,5 millió példányban kelt el belőle. Az IGN ezt a sikert a "jól célzott promócióknak" és a Blockbusterrel való holtversenynek tulajdonította. Az Egyesült Királyságban 6500 darab kelt el a bevezetéskor, ezzel elérte a 9. helyet az adott heti listákon, és a Perfect Dark helyét vette át, mint a legkelendőbb játék az N64 Top Ten listáján.

### Kritikai fogadtatás
| Összegzőoldal | Értékelés |
| ------------- | --------- |
| Metacritic    | 77/100    |

| Szerző         | Értékelés   |
| -------------- | ----------- |
| EGM            | 8.5/8/8.5/8 |
| EP Daily       | 8.5/10      |
| Famicú         | 33/40       |
| GamePro        | 4/5         |
| GameRevolution | C+          |
| GameSpot       | 8/10        |
| IGN            | 7.8/10      |
| Nintendo Power | 8.7/10      |
| ONM            | 85%         |

A Pokémon Snap pozitív kritikákat kapott a médiától, 77/100 pontot ért el a Metacriticen. A Pokémon Snap olyan videojátékok közé tartozik, amelyek szórakoztatóak, biztonságosak, könnyen játszhatók és értékesek a gyerekek számára. Az Ars Technica szerkesztője, Frank Caron, megjegyezte, hogy a Pokémon Snap a "rajongók kedvencévé" vált, míg a szerző, Marina D'Amato, "híresnek" nevezte. Amit Dhir, a szerző, 1999 egyik legnépszerűbb videojátékának nevezte, a Gran Turismo és a Final Fantasy VIII mellett. A Kotaku a "cash-in márkás címként" írta le. Az Egyesült Államokban való megjelenés előtt az IGN "furcsának", de mégis "szórakoztatónak" méltatta. Matt Casamassina az IGN-től "függőséget okozó, meglepően szórakoztató" játéknak nevezte, ugyanakkor megjegyezte, hogy "a Pokemaniacsok biztosan csalódottak lesznek a Pocket Monsters játékban – nagyjából 62-ben a lehetséges 151-ből."
A GameSpot "üdítően egyedi játékként" dicsérte. Az IGN szerkesztői, Mark Bozon és Casamassina megjegyezték, hogy a Pokémon Snap 'virtuális konzol cím lesz; az előbbiek "kultuszklasszikusnak" és "friss és szórakoztató kis csomagnak" is nevezték. Miközben Casamassina ismét bírálta a Pokémonok és a játék hosszúsága hiányát, megjegyezte, hogy a Virtual Console újrakiadása megfelelő lenne, mivel "egyszerű és gyors". Az IGN „csodálatos játéknak minden korosztály számára” is nevezte, bár ismét sajnálkozva a hosszúság hiánya miatt. A hivatalos Nintendo Magazin 85%-ot adott a játéknak. Az Electronic Gaming Monthly értékelője két 8/10-es és két 8,5/10-es pontszámot adott a játéknak. A GamePro megjegyezte, hogy bár "a Pokemon rajongók számára ez egy csodálatos játék", mások nem fogják szórakoztatónak találni.
A GameRevolution „abszolút kötelező darabnak nevezte a Pokemon rajongók és általában a gyerekek számára”, de „a többiek számára ez egy tisztességes elterelés”. Az Electric Playground szerkesztője, Victor Lucas "innovatívnak" nevezte, és "érdemes egy pillantást vetni rá". A japán játékmagazin, a Famitsu dicsérte a "békeérzésért", valamint a "szafari vagy vidámpark hangulatának" reprodukálásáért. A Detroit Free Press szerkesztője, Mike Floyd megjegyezte, hogy bár "sok kezdeti flash" van, "hiányzik a mélység ahhoz, hogy nagyszerű cím legyen". A vezetékes szerkesztő, Susan Arendt megjegyezte, hogy bár egyesek a Pokémon Snap-et a "Pokémon franchise köcsög gyermekének" tartották, az irodájában dolgozók imádták. A Denver Post szerkesztője, David Thomas megjegyezte, hogy a Pokémon Snap koncepciójának "soha nem kellett volna működnie", de kiderült, hogy "az egyik legkreatívabb és legszórakoztatóbb játék a piacon".
Az Los Angeles Times szerkesztője, Aaron Curtiss megjegyezte, hogy bár nagyon nem kedvelte a Pokémon-franchise-t, a Pokémon Snap kiváló játéknak bizonyult. A Pikachu globális kalandja: a Pokémon felemelkedése és bukása című könyvben Joseph Jay Tobin szerző "innovatívnak" nevezte, ahogyan beépítette a Pokémon-franchise elemeit. A Boys' Life magazin azt állította, hogy addiktív, és a Pokémon reakcióit "egyedülállónak és mindig szórakoztatónak" méltatta. Az Allgame szerkesztője, Scott Alan Marriott megjegyezte, hogy bár a Pokémonok száma hiányzott, és kevés volt a pálya, a játéknak "kiemelkedő újrajátszási értéke" van. A Game Informer azt jegyezte meg, hogy a Pokémon Snap „éppen annyira szórakoztató volt, mint a sorozat főbb bejegyzései”.
A 3. éves Interactive Achievement Awards díjátadón a Pokémon Snap elnyerte az év konzolos gyermek/családi játék címét az Interactive Arts & Sciences Academy-től. A Blockbuster jelölte a legjobb Nintendo 64 játéknak a "Blockbuster Awards"-on.
A Pokémon Snapet számos más videojáték leírására használták, valamint példaként szolgáltak a fotózás és célzás terén a videojátékokban; A Game Infowire a Beyond Good & Evil-t a Ratchet & Clank, a Jak II, a Metroid Prime és a Pokémon Snap "furcsa keverékének" nevezte. A Wired összehasonlította a Sea Life Safari-t a Pokémon Snap-pel. Összehasonlították a Pokémon Snap-et az African Safari-vel is. A Kotaku a Virtual Stakeout alkalmazást a Pokémon Snap-pel hasonlította össze. A Minták a játéktervezésben című könyv a Pokémon Snap-et használta példaként a "cél és lő" játékmenetre. A szerző, Raph Koster hasonlóan a Pokémon Snap-et használta, hogy leírja a videojátékokat fényképezéssel. Shanna Compton szerző a Pokémon Snap-et használta példaként egy olyan videojátékra, amely megkövetelte a játékosoktól, hogy fényképeket készítsenek a bíróknak, hogy meghatározzák a minőségüket. Wade Tinney fejlesztő a Snapshot Adventures: Secret of Bird Island játéktervezésének inspirációját a Pokémon Snapnek és a Spore videojátéknak tulajdonította. A PlayStation 3 Afrika videojátékot az UGO Networks és a Shack News is Pokémon Snap-szerűnek nevezte. A Dead Rising-t a Kotaku is összehasonlította a Pokémon Snap-pel.
A Virtual Console újrakiadását általában vegyes fogadtatás övezte. A Nintendo Life szerkesztője, Marcel Van Duyn "szórakozásnak és pihentető kikapcsolódásnak" nevezte a többi Pokémon játékhoz képest, de bírálta, hogy "szuper rövid". Az RPGamer szerkesztője, Anna Marie Neufeld kritizálta a „nulla újrajátszhatóságot” és azt, hogy „ha más nem, jó módja annak, hogy egy délutánt vagy estét elpazaroljunk a Wii-vel”. Az IGN szerkesztője, Lucas M. Thomas pozitívnak találta a fotómegosztó funkciót a megjelenés kapcsán, ugyanakkor bírálta a Pokémonok korlátozott választékát, hasonlóan az IGN Nintendo 64 verziójának felülvizsgálatához. Hozzátette, hogy szívesen fogadnánk a Wii-vezérlőket és a legutóbbi generációk Pokémonjait tartalmazó folytatást. Az IGN a Pokémon Snap-et felvette a Nintendo 3DS remake-ek kívánságlistájába, megjegyezve, hogy a 3DS sztereoszkópikus 3D-s fotók készítésére vonatkozó képessége lenne élvezetes a Pokémon Snap számára. Az IGN szintén felvette a Pokémon Snap-et a Pokémon videojáték-sorozat retrospektívájába, és "szórakoztatónak és innovatívnak" méltatta. Az IGN elismerte a vizuális képességeit, arra hivatkozva, hogy az Egyesült Államokban a játékosok három dimenzióban láthatják a Pokémonokat. A Pokémon Snap retrospektívjében, a Game, Setben, a Watch szerkesztője, Danny Cowan megjegyezte, hogy ez "kitörés volt a rajongók számára", és "tragikusnak" nevezte, hogy mennyire figyelmen kívül hagyják. A retronauták feltételezték, hogy a Pokémon Snap népszerűsége annak köszönhető, hogy a Pokémon-rajongás csúcsán jelent meg. A podcast egyik kommentátora, Justin Haywald azonban furcsának találta ezt, és „borzalmasnak” nevezte. A podcast röviden tárgyalta a Pokémon Snap folytatásának kilátásait, és úgy érezte, hogy a Nintendo 3DS giroszkópja és a kiterjesztett valóság kártyái használhatók, hivatkozva a Steel Diverre az előbbi funkció használatára. A Retronauts tagja, Jeremy Parish megjegyezte, hogy ha nem csináltak ilyen folytatást, az azért van, mert „hülyék és nem szeretik a pénzt”. Az IGN megjegyezte, hogy a Black and White-nál jobb Pokémon-játék a Pokémon Snap, és kijelentette, hogy "Nem lett elavult", "Jobb Pokémon van benne" és "Valóságosnak érezte a Pokémon világot". Megjegyezték, hogy a korábbi Pokémon-játékok egyikének sem sikerült „olyan élőnek tűnnie a kis lényeknek, mint a Pokémon Snapnek”, és dicsérték a 3D-s modellezést, „dicsőségesnek” nevezve. Az 1UP.com a Pokémon Snap-et használta példaként egy olyan játékra, amely a Wii U kontroller giroszkópját használja a körültekintéshez, és ezt "a Pokémon Snap valaha volt legmenőbb verziójának" nevezte.

## Fordítás
Ez a szócikk részben vagy egészben  a   Pokémon Snap című angol Wikipédia-szócikk ezen változatának fordításán alapul.  Az eredeti cikk szerkesztőit annak laptörténete sorolja fel. Ez a jelzés csupán a megfogalmazás eredetét és a szerzői jogokat jelzi, nem szolgál a cikkben szereplő információk forrásmegjelöléseként.